# Řečice (Blatná)
Řečice je malá vesnice, část města Blatná v okrese Strakonice v Jihočeském kraji. Nachází se asi 2,5 kilometru severozápadně od Blatné. Předsedkyní osadního výboru je Petra Kuparová. U vsi se rozprostírá Hajanský rybník o rozloze 18,6 hektaru a Řečický rybník u tzv. Malé Řečice. V okolí Řečice je patrná kamenická tradice blatenska s opuštěnými i fungujícími kamenolomy (těžba granodioritu blatenského typu). Řečice leží v katastrálním území Blatná o výměře 13,62 km².

## Historie
První písemná zmínka o vesnici pochází z roku 1772.

## Obyvatelstvo
| Rok            | 1869 | 1880 | 1890 | 1900 | 1910 | 1921 | 1930 | 1950 | 1961 | 1970 | 1980 | 1991 | 2001 | 2011 | 2021 |
| -------------- | ---- | ---- | ---- | ---- | ---- | ---- | ---- | ---- | ---- | ---- | ---- | ---- | ---- | ---- | ---- |
| Počet obyvatel | 80   | 91   | 105  | 99   | 99   | 103  | 106  | 83   | 79   | 51   | 88   | 88   | 88   | 49   | 42   |
| Počet domů     | 13   | 18   | 20   | 19   | 19   | 20   | 22   | 21   | 21   | 20   | 34   | 42   | 44   | 22   | 23   |

## Galerie

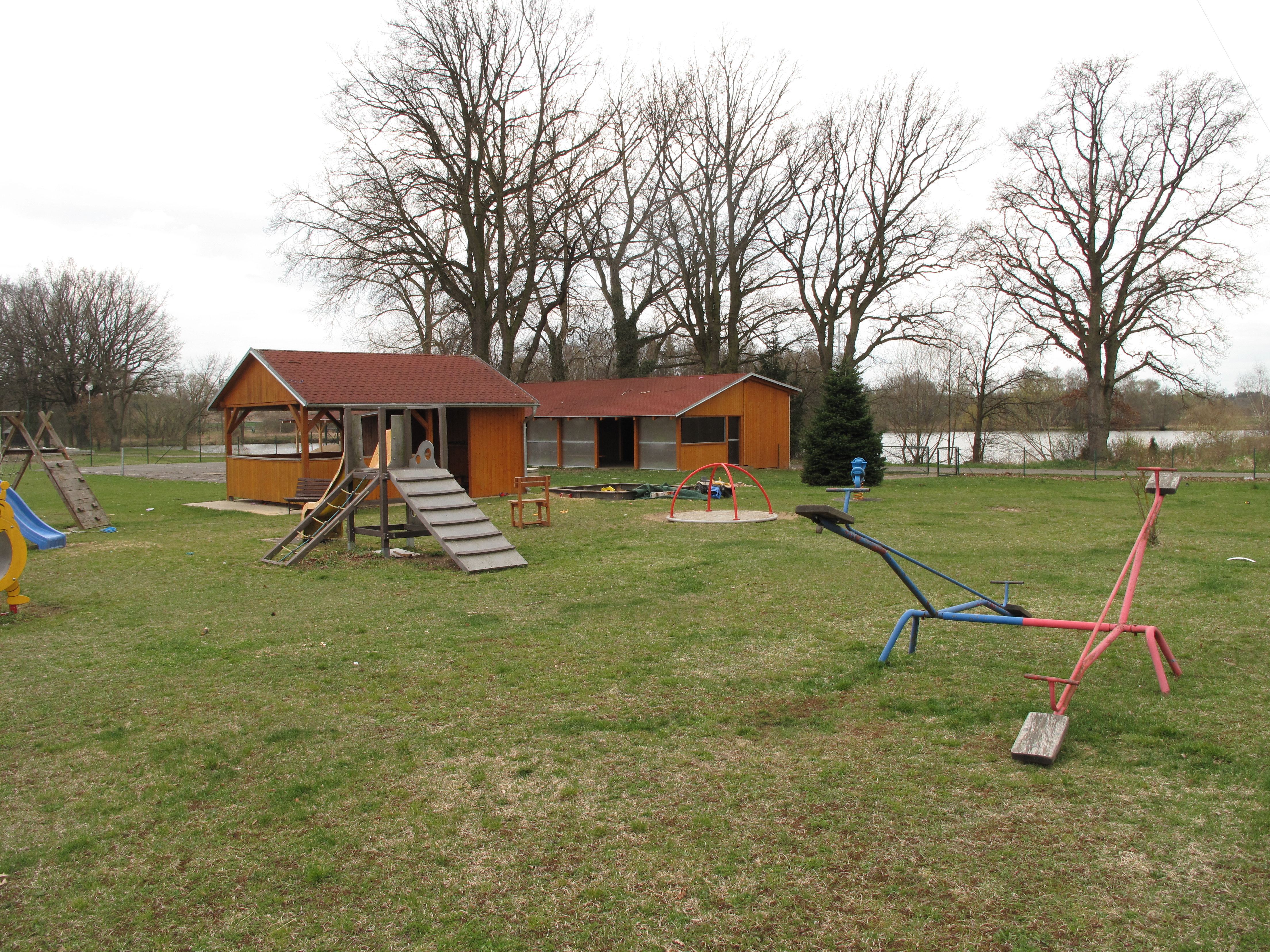
Dětské hřiště
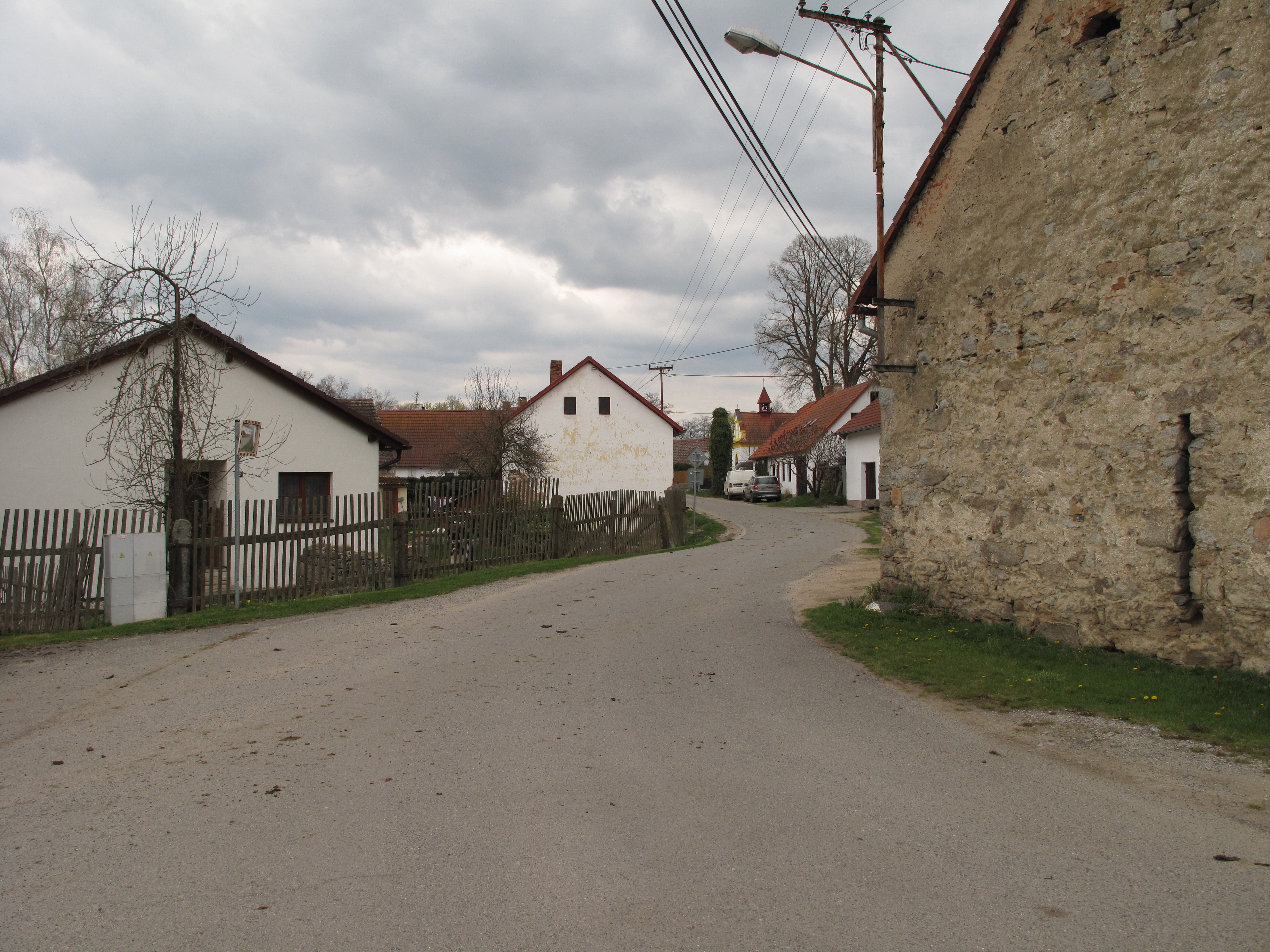
Cesta mezi domy
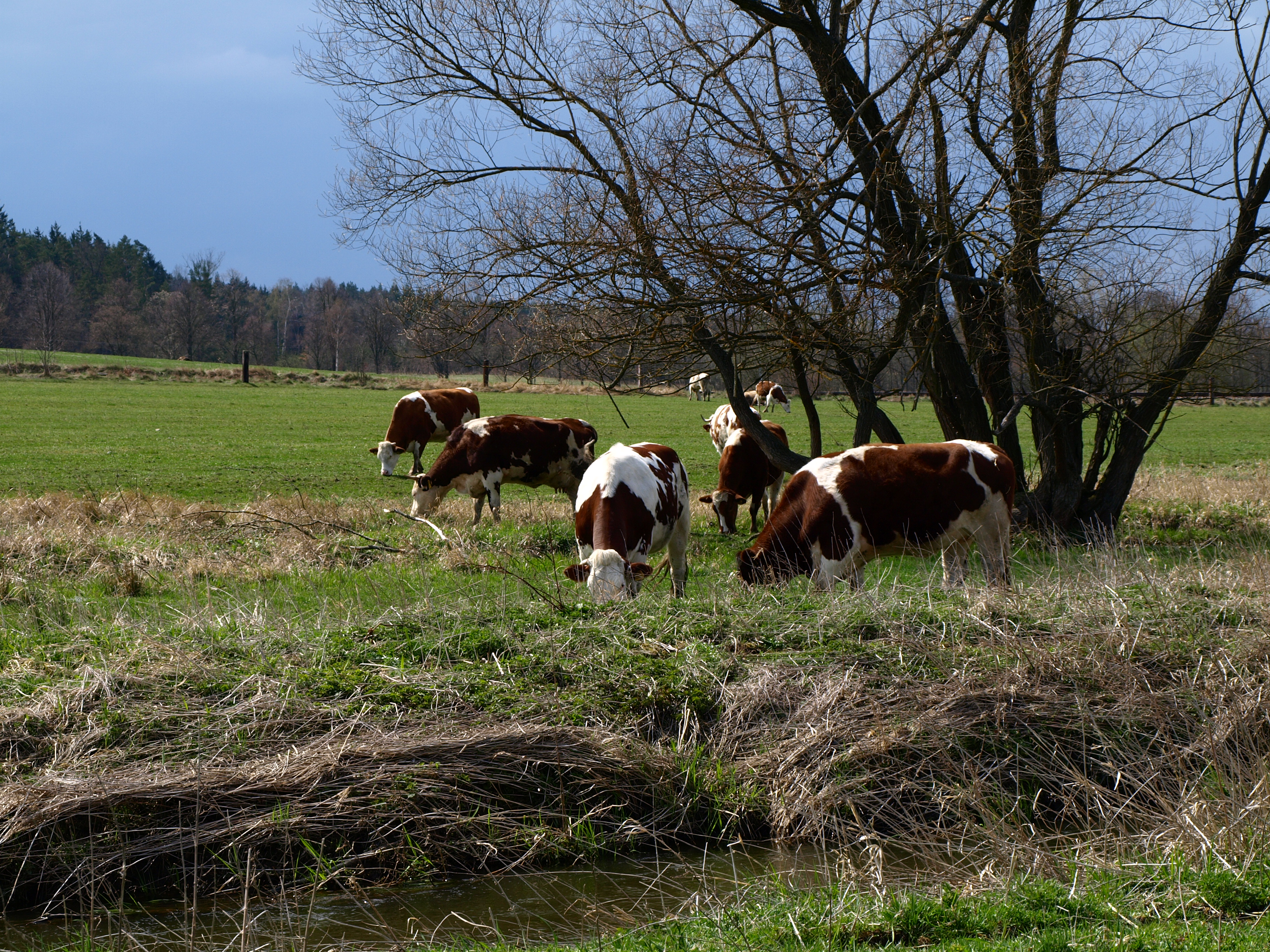
Krávy na louce